# کوبی (ویسکانسین)
کوبی، ویسکانسین  (به انگلیسی: Colby) شهری در شهرستان کلارک ماراتون ایالت ویسکانسین است که در سال ۱۸۹۱ بنیان‌گذاری شده‌است. این شهر طبق سرشماری سال ۲۰۱۰ میلادی ۱٬۸۵۲ نفر جمعیت داشته‌است.

## نگارخانه

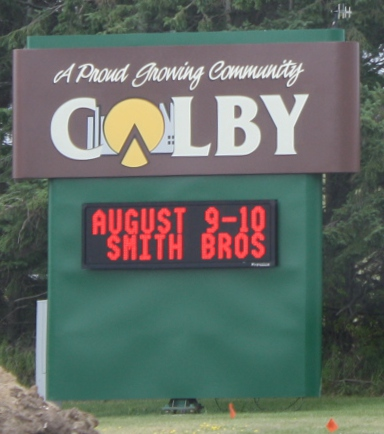
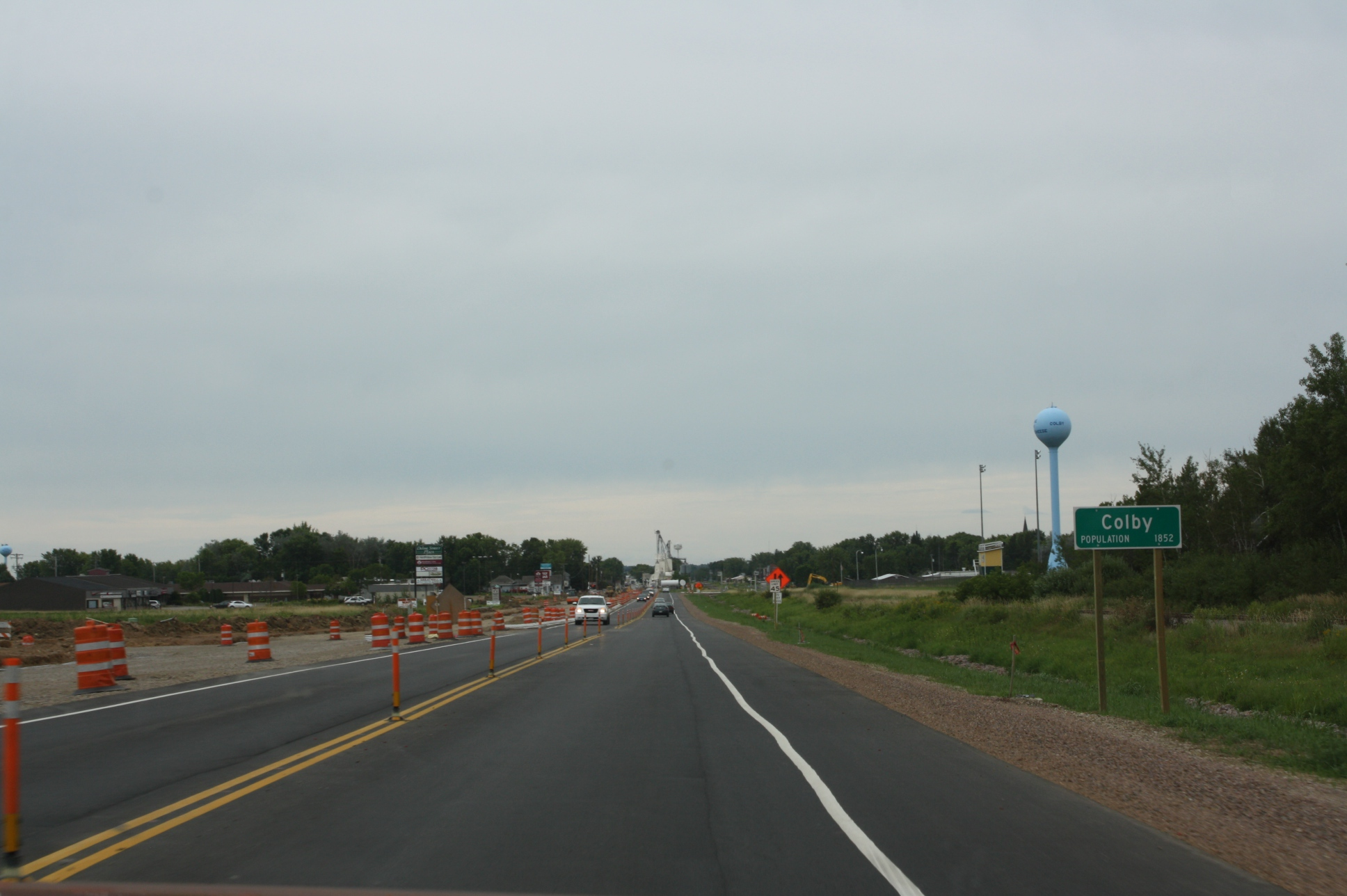